# Nikolaus von Weis

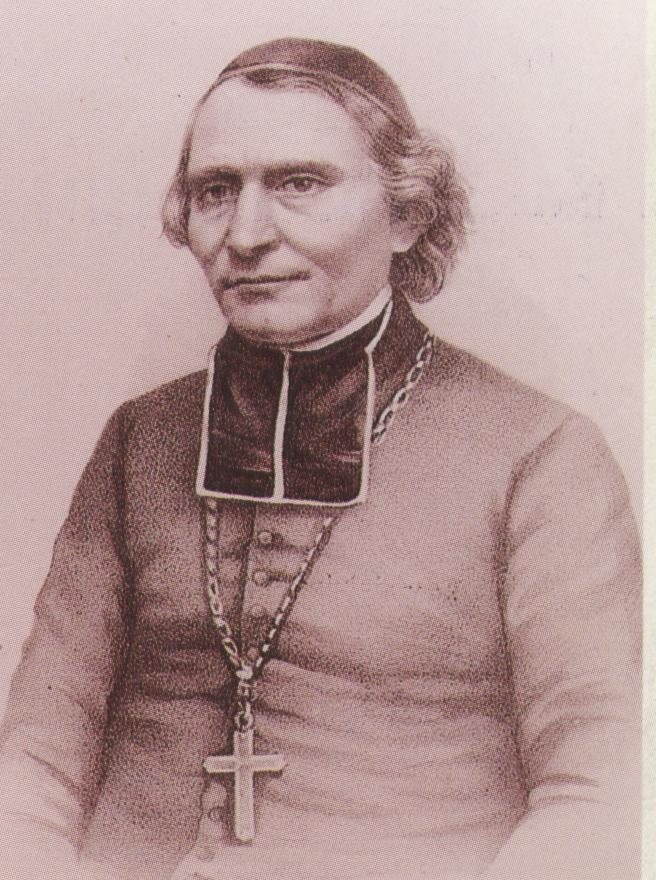
Bischof Nikolaus von Weis, Litho um 1850

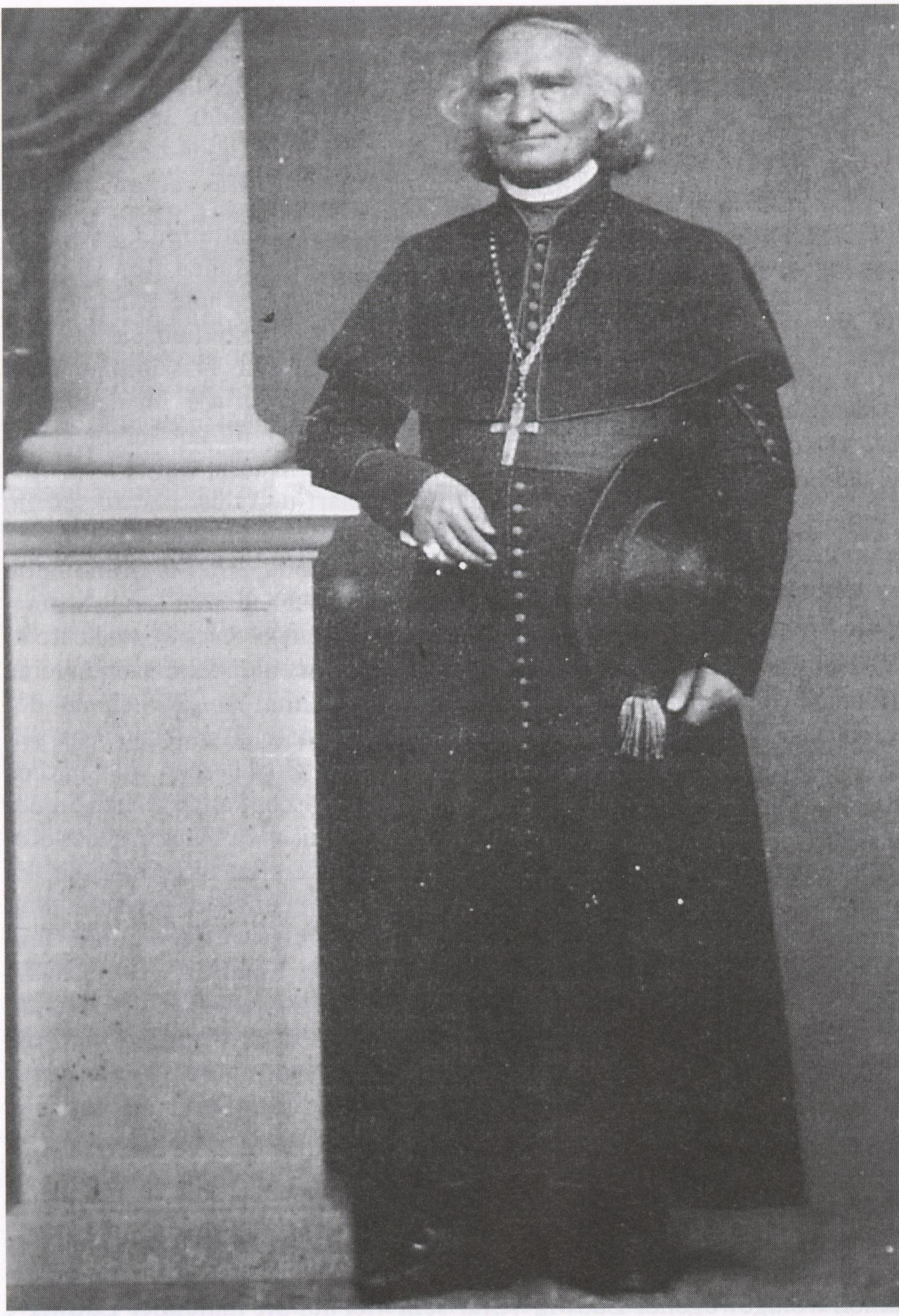
Bischof Nikolaus von Weis, Ganzfoto um 1865

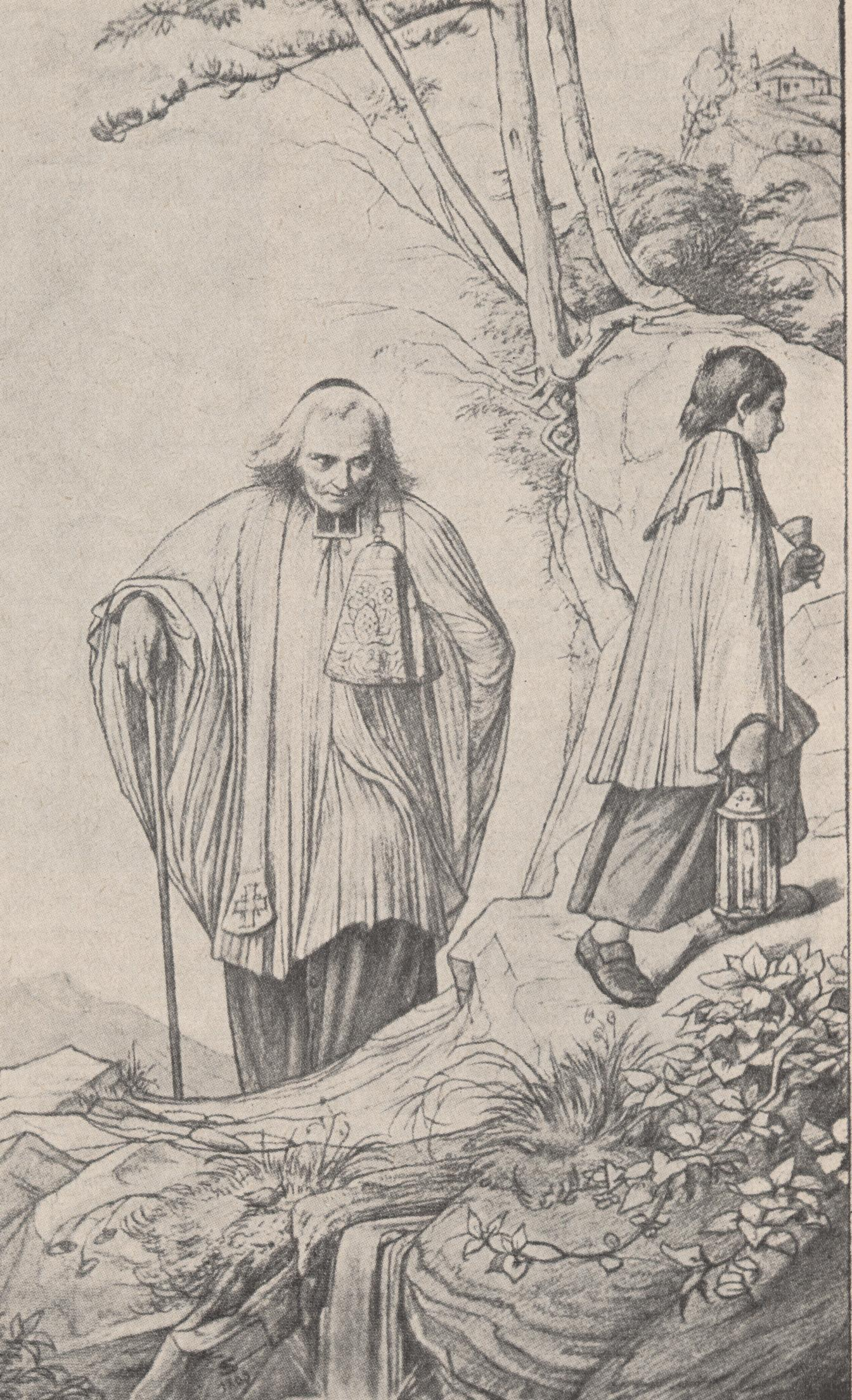
Landpfarrer trägt das Viaticum übers Gebirge, Zeichnung von Eduard Jakob von Steinle, 1864, wobei der Künstler dem dargestellten Pfarrer die Gesichtszüge seines Freundes Bischof Nikolaus von Weis gab

Nikolaus von Weis (* 8. März 1796 in Rimlingen (Lothringen); † 13. Dezember 1869 in Speyer; geadelt 1855) war ein deutscher Theologe und von 1842 bis 1869 Bischof der römisch-katholischen Diözese Speyer. Er war eine wichtige Persönlichkeit des Wiederaufbaus der Diözese nach der Zeit der Säkularisation.

## Biografie
Nikolaus Weis wurde 1796 auf dem Schönhof in der Gemeinde Rimlingen in Lothringen geboren. Seine Mutter wollte nicht, dass ihr Kind von einem Pfarrer getauft wurde, der den Eid auf die Verfassung der Französischen Revolution abgelegt hatte. Daher packte sein Vater, ein Schäfer, das Neugeborene nachts in seine Schäfertasche und holte den Taufpaten in Obergailbach ab. Sie marschierten bis zur Kirche von Niedergailbach, wo er dann getauft wurde.
Seine frühen Jahre verbrachte Nikolaus in der Pfarrei Habkirchen. Nach dem Tod seines Vaters übersiedelte die Familie 1802 nach Altheim. Dort sowie in Niedergailbach und Ormesweiler besuchte Nikolaus die Volksschule und erhielt Lateinunterricht. Sein Schulbesuch wurde wegen der Armut seiner Familie immer wieder unterbrochen. Von 1811 bis 1818 besuchte er das Gymnasium am Bischöflichen Seminar in Mainz, studierte anschließend im dortigen Seminar unter Regens Bruno Franz Leopold Liebermann. Weis wurde am 22. August 1818 in Mainz durch Bischof Joseph Ludwig Colmar zum Priester geweiht und feierte seine Erstlingsmesse in der Kirche St. Stephan, wobei ihm „der dortige würdige Pfarrer Johann Peter Merz“ assistierte. Weis und Merz kannten sich aus der gemeinsamen Mainzer Zeit und blieben ihr ganzes Leben hindurch „innig befreundet“.
Schon während seines Studiums hatte er sich der Elsässer Gruppe, dem später so genannten Mainzer Kreis um Andreas Räß, den späteren Bischof von Straßburg, angeschlossen. Gemeinsam mit ihm gründete er 1821 auch die Monatsschrift Der Katholik.
Drei Jahre lang war Nikolaus Weis als Lehrer am Mainzer Seminar tätig. 1821 erhielt er die Pfarrei Dudenhofen. 1822 ernannte ihn die theologische Fakultät der Universität Würzburg zum Doktor h. c. 
1822 wurde das Domkapitel der Diözese Speyer wieder errichtet und Nikolaus Weis avancierte zum Domkapitular. Am 1. Januar 1839 erhielt er das Ritterkreuz des Ordens vom Hl. Michael. 1842 wurde er durch König Ludwig I. von Bayern als Bischof eingesetzt und am 10. Juli 1842 erfolgte die Bischofsweihe durch Erzbischof Lothar Anselm Freiherr von Gebsattel in München. 1855 wurde er geadelt.

Am 13. Dezember 1869 starb Bischof Nikolaus von Weis und wurde zwei Tage später im Dom zu Speyer beigesetzt. Die auch im Druck erschienene Trauerpredigt hielt ihm Dompfarrer Dietrich Becker. In seinem Nachruf bezeichnete man ihn als Ideal eines katholischen Bischofs; eine der diesbezüglichen Passagen lautete:

„Und im fernsten und ärmsten Dörfchen des Gebirges werden die Kinder, die ihn einmal gesehen haben, noch bis in ihr höchstes Alter an ihn sich erinnern und werden glauben, jeder Bischof müsse so aussehen wie er: so vollkommen war das Bild und das Wesen des Hingeschiedenen.“

## Wirken
Nikolaus Weis war zusammen mit Andreas Räß schriftstellerisch tätig. Sie erweiterten und übersetzten mehrere apologetische, dogmatische und hagiografische Werke, brachten eine deutsche Ausgabe von Butlers Leben der Heiligen heraus (24 Bände, 1821–1827) und übersetzten Predigten aus dem Französischen. Sie gründeten die Monatszeitschrift Der Katholik und gaben sie von 1821 bis 1841 heraus. Man schreckte darin auch vor schärfster Polemik nicht zurück, wie etwa in der abgedruckten Tirade gegen Heinrich Heine und das Junge Deutschland.
Schon als Domkapitular baute er 1839 in Speyer das Lehrerbildungsseminar wieder auf, die Förderung der Ausbildung war ihm ein großes Anliegen.
In seiner Zeit als Bischof widmete er sich unermüdlich dem organisatorischen, sozialen und spirituellen Wiederaufbau seiner Diözese. Er gründete 1852 das Institut der Armen Schulschwestern vom Heiligen Dominikus und bestätigte 1857 die Gründung der Armen Franziskanerinnen von der Heiligen Familie in Pirmasens durch Paul Josef Nardini. In Landstuhl gründete er ein Kinderheim.
Das Wallfahrtswesen brachte er zu einer neuen Blüte, insbesondere förderte er die Wallfahrt nach Maria Rosenberg in Waldfischbach. Die Kapelle war 1822 durch den bayerischen Staat wegen angeblichen Missbrauchs geschlossen worden und wurde 1844 wieder eröffnet.
Sein Bemühen, ein theologisches Seminar in Speyer zu gründen, wurde von der bayerischen Regierung nicht unterstützt. Im Juni 1844 besuchte Weis die Synagoge in Ingenheim, eine für die damalige Zeit bemerkenswerte Annäherung eines Bischofs an die jüdische Bevölkerung, wie sie in Deutschland erst wieder in der Weimarer Republik zu verzeichnen war. In der Synagoge ermahnte er die Schuljugend, dass sie festhalten möge an der Religion ihrer Väter. 
1845 eröffnete Bischof Weis in Oggersheim bei Ludwigshafen einen Konvent der Minoriten zur Betreuung der dortigen Wallfahrt.
Nikolaus Weis gründete 1853 den ersten Dombauverein in Speyer. In seiner Amtszeit wurde der Dom von 1846 bis 1853 innen durch Johann von Schraudolph ausgemalt und die Westfassade bis 1858 renoviert.
Die Speyerer Priester Jakob Weis und sein Großneffe Domkapitular Norbert Weis entstammen beide der Familie von Bischof Weis.

## Ehrungen

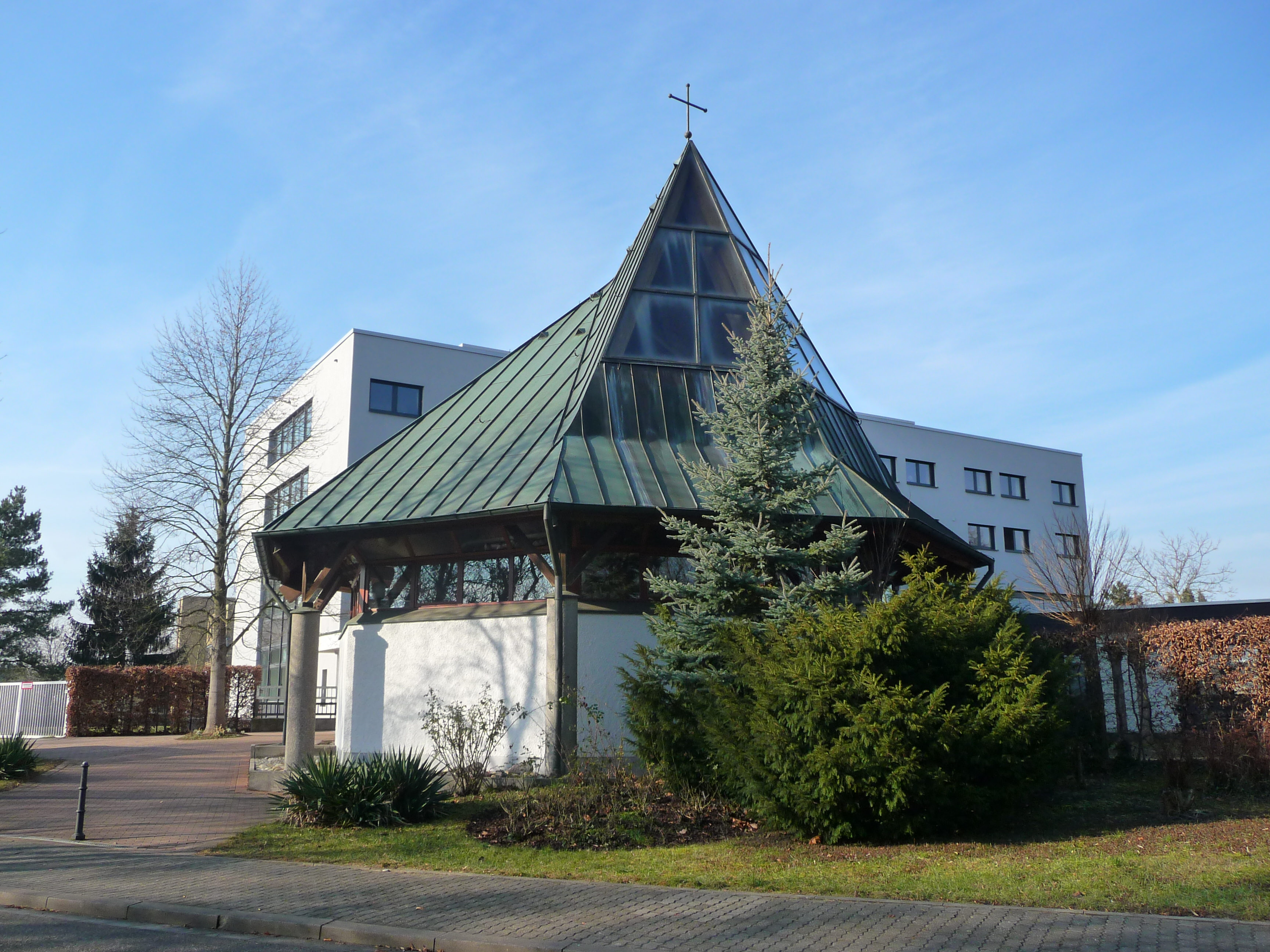
Kapelle der Nikolaus-von-Weis-Schule des Instituts St. Dominikus in Speyer

Wegen seiner sprichwörtlichen Gastfreundschaft und seiner Mildtätigkeit bezeichnet ihn der Speyerer Priesterschriftsteller Conrad von Bolanden 1864 in seinem Roman Die Aufgeklärten als den „Gastwirt zum Goldenen Kreuz, welchen die Armen ihren Vater nennen.“
In Speyer sind eine Straße und zwei Schulen (Nikolaus-von-Weis-Gymnasium, Nikolaus-von-Weis-Internatshauptschule) nach ihm benannt. In Landstuhl sind eine Straße und die Bischof von Weis Stiftung mit drei Einrichtungen (Private Berufsbildende Schule „Haus Nazareth“, Kinderheim St. Nikolaus und Bischof-von-Weis-Schule) nach ihm benannt.
Bischof Anton Schlembach benutzte während seiner Bischofszeit den Bischofsstab, den Nikolaus von Weis 1867 zu seinem Bischofsjubiläum bekommen hatte.